# 謝遜
謝遜（しゃそん、拼音: Xiè Xùn）は、金庸の武俠小説『倚天屠龍記』に登場する人物の一人。主人公張無忌の父親（名付け親・育て親）であり、屠龍刀の持ち主。
姓は謝、名は遜で字は退思（たいし）。明教の四大護教法王であり、その金髪にちなんで金毛獅王と呼ばれている。金髪ではあるが、れっきとした漢人。髪は内功の修行のため変色したものであり、張無忌など親しいものが見れば色目人のそれとは違うことが判別できる。なお、四大護教法王内での地位は紫衫龍王・ティギス、白眉鷹王・殷天正に次いで3番目。

## 性格
師父である成崑の陰謀によって家族が皆殺しにされたため、かなりの人間不信。まだ幼い張無忌に対して「世間の人間はみんな悪いやつだから、父母以外に決して心を許してはいけない」など、どこか妙な教育を施していたため、実父の張翠山らを困惑させてもいた。
また、「七傷拳」の修行により、全身の臓器に傷が付いている。そのため、卓越した武功と精神力を持っていながら精神に異常をきたしやすくなっており、これが謝遜の欠点となっている。
義子の張無忌を溺愛しており、冰火島で精神に異常をきたしていたが、無忌の誕生を機に回復。実父ら以上に無忌を可愛がり、実父の張翠山らが幼い無忌を折檻しようとするとそのたびに庇うため、無忌も叱られるたびに謝遜を頼るようになっていた。
荒々しく、人殺しを何とも思わない人物であったが、60歳ころ少林寺渡厄、渡却、渡難ら高僧に感化され、仏門に帰依するようになる。

## 略歴
作中の記述によれば、至元2年(1336年)の時点で41歳なので、1295年生まれ。
10歳で成崑に弟子入り。28歳のころまでは明教の四大護教法に就任するなど、かなり幸せに暮らしていた。だが、28歳のときに成崑によって妻子が惨殺されてしまう。これ以降は復讐のため、江湖をさすらい、多くの武芸者を殺害しては「成崑」の名を現場に残し、成崑との接触を狙っていた。だが、これが逆に大勢の人間の恨みを買ってしまう。
41歳のとき、天鷹教を襲撃し屠龍刀を強奪。これは屠龍刀に隠された「秘密」を解明し、成崑を超える武功を手に入れるため。その際、張翠山・殷素素らと出会う。本来、張翠山らも殺害する気だったが、張翠山との約束もあって2人を殺せなくなったので、2人を誘拐し、ともに屠龍刀の謎を解くまでということで北極近くの冰火島に移住。この旅の途中、謝遜は両目を失明してしまっている。
失明と冰火島の過酷な暮らしによって精神に異常をきたすが、張翠山らの間に生まれた子供の産声を聞いて正気を取り戻す。そして張翠山らの提案に従い、この子供を亡き息子と同名の「無忌」と名づけた上、無忌を義子にすることになる。このとき、張翠山らが自分の子を謝遜に差し出したのは、自分たちに殺意を持つ謝遜から身を守り、また少なくとも無忌だけは殺されないようにするためだった。
無忌が10歳になろうとするころ、無忌の将来を考え、張翠山ら親子を中原に帰すことを決意するが、自分のみは無忌らの迷惑にならぬよう、冰火島に残った。
以後の消息は途絶え、再び登場するのは10年後、張無忌が20歳になるころ。張翠山、殷素素の死を聞き、紫衫龍王・ティギスの手によって中原に帰還。張無忌との再会を果たすとともに、30年近く捜し求めた成崑と対面。見事に復讐を遂げると、自らの手で二度と武術の使えない体になって出家した。

## 武功
作中でもトップクラスの武功を誇り、失明状態ですら武当七俠の張翠山、天鷹教教主の娘である殷素素の2人をまとめて相手にし、打ち破るほどの強さ。失明後も耳を頼りに戦闘が可能であり、また獅子功など視力に関係なく相手を殺傷する技も使用が可能。さらには、武林の至宝、屠龍刀を所持していることも強みになっている。
弱点としては、相手の拳や武器が風を切る音を頼りに戦うため、地面に罠を仕掛けられるとどうしようもないこと。また、刃物をゆっくり突き出す、あるいは寸勁のような技に対処できないこと。ただ、かように遅い攻撃であれば傍観している者の助言を聞いてからでも反撃できるため、仲間がいればこの方法で謝遜に攻撃を加えることは難しい。逆に、暗闇の中で戦うのならば、もとから視力のない謝遜は相当有利に戦うことができる。
七傷拳（しちしょうけん）
もとは崆峒派の武芸。拳に7種類の気を込めて相手に打撃を加える技。仮に1種、あるいは2種類の気による攻撃を防いだとしても、7つもの気を防ぎきることは非常に困難。これを受ければ体の表面こそ何ともないものの、体の内部の気脈がズタズタになる。
欠点としては、七傷拳の習得に伴い、自分の臓器が傷ついてしまうこと。そのため、張無忌がせがんだときも、決して七傷拳は教えなかった。謝遜の場合、これによって精神に異常をきたしやすくなっている。もっとも、卓越した内功があれば自分の臓器を傷つけることはないとされ、九陽神功を身に付けた張無忌は謝遜を超える七傷拳を披露している。
獅子功（ししこう）
内力を込めた声を発し、これで相手にダメージを与える技。縛られた状態でも使用が可能であり、失明後では内功の修行が進んでいるため、むしろ威力が増してすらいる。一度に多くの人間を倒すのに向いており、天鷹教に乗り込んだ際は、あらかじめちぎった着物で耳をふさがせていた張翠山・殷素素を除く者のことごとくを戦闘不能に追い込んでいる。謝遜に敵対している杜百当などはあらかじめ自分の耳をつぶすことで対抗しようとしていた。